# Diego Perotti
Diego Perotti (Moreno, Gran Buenos Aires, 26 de juliol de 1988) és un futbolista argentí nacionalitzat espanyol, que ocupa la posició de migcampista. El seu club actual és el Fenerbahçe SK.

## Trajectòria
Després de passar per les categories inferiors del Boca Juniors i del Deportivo Morón, debuta amb aquest darrer equip el 2006. A l'estiu següent, fitxa pel Sevilla FC, que l'incorpora per al seu filial.
Comença la campanya 08/09 al Sevilla Atlético. Al febrer del 2009 debuta a la màxima categoria, en partit contra el RCD Espanyol. Al maig del 2009, un gol seu contra el Deportivo de la Corunya va assegurar la tercera posició dels andalusos a la competició lliguera. Amb el Sevilla va arribar a jugar 188 partits de competició oficial.
A principis de 2014 és cedit al Boca Juniors, però es lesiona i només juga dos partits amb l'equip de la capital argentina.
A principis d'estiu del 2014 el Genoa CFC es fa amb els seus serveis i fitxa per quatre anys.

## Selecció
Perotti ha estat internacional amb l'Argentina en dues ocasions, el 14 de novembre de 2009 contra la selecció espanyola i l'1 de juny del 2011 contra Nigèria, tots dos partits amistosos.

## Palmarès

### Sevilla FC
- Copa del Rei (2009-10)
- Lliga Europa de la UEFA (2013-14)